# Inia
Pour l’article homonyme, voir Inia (rivière).
Pour l'institut de recherche chilien, voir Instituto de Investigaciones Agropecuarias.
Genre
Inia est un genre de mammifères cétacés d'eau douce.

## Liste des espèces et sous-espèces

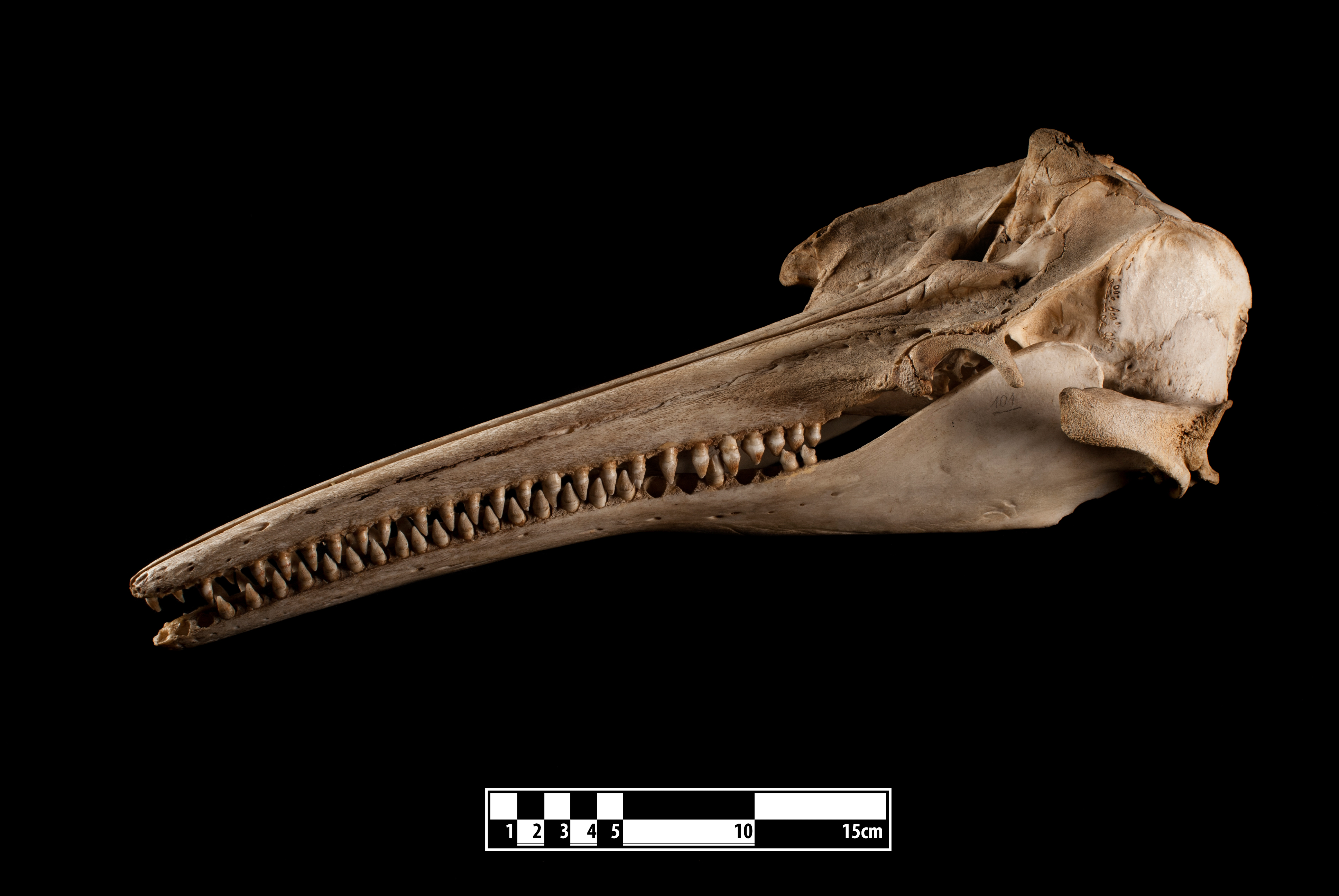
Crâne dInia spp.

## Liste d'espèces
En 2017, Mammal Species of the World ne distingue qu'une espèce comptant trois sous-espèces :
- Inia geoffrensis
  - Inia geoffrensis geoffrensis
  - Inia geoffrensis boliviensis
  - Inia geoffrensis humboldtiana

World Register of Marine Species (7 juillet 2017) attribue à la sous-espèce boliviensis le rang d'espèce à part entière et ajoute une espèce décrite en 2014 :
- Inia araguaiaensis Hrbek, Farias, Dutra & da Silva, 2014
- Inia boliviensis d'Orbigny, 1834
- Inia geoffrensis (de Blainville, 1817)